# Izrael na Letnich Igrzyskach Olimpijskich 2008
Izrael na Letnich Igrzyskach Olimpijskich 2008 reprezentowało 43 sportowców (23 mężczyzn i 20 kobiet) w 12 dyscyplinach.
Był to 14. start reprezentacji Izraela na letnich igrzyskach olimpijskich.

## Zdobyte medale
| Medal | Zawodnik       | Dyscyplina sportowa | Konkurencja          |
| ----- | -------------- | ------------------- | -------------------- |
| Brąz  | Szachar Zubari | Żeglarstwo          | windsurfing mężczyzn |

## Skład kadry

### Gimnastyka
Mężczyźni
| Aleksandr Szatiłow | 87,800 | 29. | 14,125 | 8. | 13,825 | 51. | 14,075 | 58. | 14,500 | 63. | 14,225 | 54. |

#### Gimnastyka artystyczna
| Zawodnik                                                                             | Konkurencja           | Eliminacje | Eliminacje | Finał          | Finał          |
| Zawodnik                                                                             | Konkurencja           | Wynik      | Pozycja    | Wynik          | Pozycja        |
| ------------------------------------------------------------------------------------ | --------------------- | ---------- | ---------- | -------------- | -------------- |
| Irina Risenzon                                                                       | wielobój indywidualny | 67,850     | 8.         | 66,775         | 9.             |
| Neta Riwkin                                                                          | wielobój indywidualny | 65,875     | 14.        | Nie awansowała | Nie awansowała |
| Olena Dworniczenko Katia Pisetsky Maria Savenkov Rahel Vigdozchik Veronika Vitenberg | drużynowo             | 31,525     | 7.         | 32,100         | 6.             |

### Judo
Mężczyźni
| Zawodnik      | Konkurencja | 1/16             | 1/8                                        | Ćwierćfinał                    | Półfinał         | Pierwsza runda repasaży          | Druga runda repasaży              | Półfinał repasaży            | Finał repasaży               | Finał            | Finał   |
| Zawodnik      | Konkurencja | Przeciwnik Wynik | Przeciwnik Wynik                           | Przeciwnik Wynik               | Przeciwnik Wynik | Przeciwnik Wynik                 | Przeciwnik Wynik                  | Przeciwnik Wynik             | Przeciwnik Wynik             | Przeciwnik Wynik | Pozycja |
| ------------- | ----------- | ---------------- | ------------------------------------------ | ------------------------------ | ---------------- | -------------------------------- | --------------------------------- | ---------------------------- | ---------------------------- | ---------------- | ------- |
| Gal Yekutiel  | - 60 kg     |                  | Chaszbaataryn Cagaanbaatar W (0001 - 0000) | Dimitri Dragin P (0000 - 1000) | Nie awansował    | Nestor Chergiani W (0001 - 0000) | Rusłan Ciszmachow W (0001 - 0000) | Craig Fallon W (0200 - 0101) | Ruben Houkes P (0000 - 1012) |                  | 5.      |
| Ari’el Ze’ewi | - 100 kg    |                  | Frédéric Demontfaucon W (0010 - 0001)      | Henk Grol P (0001 - 0010)      | Nie awansował    | Luciano Corrêa P (0001 - 0011)   | Nie awansował                     | Nie awansował                | Nie awansował                |                  | 13.     |

Kobiety
| Zawodniczka     | Konkurencja | 1/8                 | Ćwierćfinał                 | Półfinał            | Pierwsza runda repasaży    | Półfinał repasaży   | Finał               | Finał   |
| Zawodniczka     | Konkurencja | Przeciwniczka Wynik | Przeciwniczka Wynik         | Przeciwniczka Wynik | Przeciwniczka Wynik        | Przeciwniczka Wynik | Przeciwniczka Wynik | Pozycja |
| --------------- | ----------- | ------------------- | --------------------------- | ------------------- | -------------------------- | ------------------- | ------------------- | ------- |
| Alis Szlezinger | 63 kg       |                     | Lucie Décosse P (0000-0011) | Nie awansowała      | Urška Žolnir P (0000-1001) | Nie awansowała      |                     | 13.     |

### Kajakarstwo
Mężczyźni
| Zawodnik         | Konkurencja | Eliminacje | Eliminacje | Półfinały | Półfinały | Finał A       | Finał A       | Pozycja       |
| Zawodnik         | Konkurencja | Czas       | Pozycja    | Czas      | Pozycja   | Czas          | Pozycja       | Pozycja       |
| ---------------- | ----------- | ---------- | ---------- | --------- | --------- | ------------- | ------------- | ------------- |
| Michael Kolganow | K-1 500m    | 1:38,396   | 1.         | 1:43,145  | 4.        | Nie awansował | Nie awansował | Nie awansował |
| Michael Kolganow | K-1 1000m   | 3:38,207   | 5.         | 3:43,108  | 8.        | Nie awansował | Nie awansował | Nie awansował |

### Lekkoatletyka
Mężczyźni
Konkurencje biegowe
| Zawodnik      | Konkurencja           | Eliminacje | Eliminacje | Ćwierćfinał | Ćwierćfinał | Półfinał | Półfinał | Finał         | Finał         |
| Zawodnik      | Konkurencja           | Wynik      | Miejsce    | Wynik       | Miejsce     | Wynik    | Miejsce  | Wynik         | Miejsce       |
| ------------- | --------------------- | ---------- | ---------- | ----------- | ----------- | -------- | -------- | ------------- | ------------- |
| Haile Satayin | maraton               |            |            |             |             |          |          | 2:30:07       | 69.           |
| Itay Magidi   | 3000 m z przeszkodami | 9:05,02    | 13.        |             |             |          |          | Nie awansował | Nie awansował |

Konkurencje techniczne
| Zawodnik           | Konkurencja   | Kwalifikacje | Kwalifikacje | Finał         | Finał         |
| Zawodnik           | Konkurencja   | Wynik        | Miejsce      | Wynik         | Miejsce       |
| ------------------ | ------------- | ------------ | ------------ | ------------- | ------------- |
| Niki Palli         | skok wzwyż    | 2,20         | 21.          | Nie awansował | Nie awansował |
| Aleksandr Awerbuch | skok o tyczce | 5,45         | 28.          | Nie awansował | Nie awansował |

### Pływanie
Mężczyźni
| Zawodnik       | Konkurencja      | Eliminacje | Eliminacje | Półfinał      | Półfinał      | Finał         | Finał         |
| Zawodnik       | Konkurencja      | Czas       | Miejsce    | Czas          | Miejsce       | Czas          | Miejsce       |
| -------------- | ---------------- | ---------- | ---------- | ------------- | ------------- | ------------- | ------------- |
| Nimrod Shapira | 100m dowolnym    | 49,10      | 2.         | Nie awansował | Nie awansował | Nie awansował | Nie awansował |
| Nimrod Shapira | 200m dowolnym    | 1:47,78    | 1.         | 1:48,16       | 8.            | Nie awanswał  | Nie awanswał  |
| Guy Barnea     | 100m grzbietowym | 54,50      | 4.         | 54,93         | 8.            | Nie awansował | Nie awansował |
| Itai Chammah   | 200m grzbietowym | 2:00,93    | 1.         | Nie awansował | Nie awansował | Nie awansował | Nie awansował |
| Tom Be’eri     | 100m klasycznym  | 1:02,42    | 4.         | Nie awansował | Nie awansował | Nie awansował | Nie awansował |
| Tom Be’eri     | 200m klasycznym  | 2:11,44    | 2.         | Nie awansował | Nie awansował | Nie awansował | Nie awansował |
| Alon Mandel    | 100m motylkowym  | 52,99      | 2.         | Nie awansował | Nie awansował | Nie awansował | Nie awansował |
| Alon Mandel    | 200m motylkowym  | 1:59,27    | 4.         | Nie awansował | Nie awansował | Nie awansował | Nie awansował |
| Gal Newo       | 200m zmiennym    | 1:59,66    | 1.         | 2:00,43       | 7.            | Nie awansował | Nie awansował |
| Gal Newo       | 400m zmiennym    | 4:14,03    | 3.         |               |               | Nie awansował | Nie awansował |

Kobiety
| Zawodniczka      | Konkurencja      | Eliminacje | Eliminacje | Półfinał       | Półfinał       | Finał          | Finał          |
| Zawodniczka      | Konkurencja      | Czas       | Miejsce    | Czas           | Miejsce        | Czas           | Miejsce        |
| ---------------- | ---------------- | ---------- | ---------- | -------------- | -------------- | -------------- | -------------- |
| Ania Gostomelski | 50m dowolnym     | 25,23      | 1.         | Nie awansowała | Nie awansowała | Nie awansowała | Nie awansowała |
| Ania Gostomelski | 100m dowolnym    | 55,18      | 2.         | Nie awansowała | Nie awansowała | Nie awansowała | Nie awansowała |
| Ania Gostomelski | 100m grzbietowym | 1:01,87    | 2.         | Nie awansował  | Nie awansował  | Nie awansował  | Nie awansował  |
| Ania Gostomelski | 100m motylkowym  | 59,50      | 4.         | Nie awansował  | Nie awansował  | Nie awansował  | Nie awansował  |

### Pływanie synchroniczne
| Zawodnik                       | Konkurencja | Eliminacje                    | Eliminacje                    | Eliminacje                 | Eliminacje                 | Eliminacje         | Eliminacje         | Finał          | Finał          |
| Zawodnik                       | Konkurencja | Eliminacje - runda techniczna | Eliminacje - runda techniczna | Eliminacje - runda dowolna | Eliminacje - runda dowolna | Eliminacje - Razem | Eliminacje - Razem | Finał          | Finał          |
| Zawodnik                       | Konkurencja | Punkty                        | Miejsce                       | Punkty                     | Miejsce                    | Punkty             | Miejsce            | Punkty         | Miejsce        |
| Anastasia Glouszkow Inna Yoffe | Duety       | 43,583                        | 15.                           | 43,334                     | 16.                        | 86,917             | 15.                | Nie awansowały | Nie awansowały |

### Strzelectwo
Mężczyźni
| Zawodnik       | Konkurencja            | Kwalifikacje | Kwalifikacje | Finał         | Finał         |
| Zawodnik       | Konkurencja            | Wynik        | Pozycja      | Wynik         | Pozycja       |
| -------------- | ---------------------- | ------------ | ------------ | ------------- | ------------- |
| Doron Egozi    | kpn 60                 | 587          | 41.          | Nie awansował | Nie awansował |
| Doron Egozi    | karabin 3 postawy 50 m | 1155         | 36.          | Nie awansował | Nie awansował |
| Gil Simkowitch | karabin 3 postawy 50 m | 1153         | 38.          | Nie awansował | Nie awansował |
| Gil Simkowitch | karabin leząc 50 m     | 592          | 22.          | Nie awansował | Nie awansował |
| Guy Starik     | karabin leząc 50 m     | 594          | 12.          | Nie awansował | Nie awansował |

### Szermierka
Męźczyźni
| Zawodnik | Konkurencja          | 1/16                   | 1/8              | Ćwierćfinały     | Półfinały        | Finał            | Finał   |
| Zawodnik | Konkurencja          | Przeciwnik Wynik       | Przeciwnik Wynik | Przeciwnik Wynik | Przeciwnik Wynik | Przeciwnik Wynik | Pozycja |
| -------- | -------------------- | ---------------------- | ---------------- | ---------------- | ---------------- | ---------------- | ------- |
| Tomer Or | floret indywidualnie | Josh McGuire P (10:11) | Nie awansował    | Nie awansował    | Nie awansował    | Nie awansował    | 17.     |

Kobiety
| Zawodnik       | Konkurencja          | 1/32             | 1/16                           | 1/8              | Ćwierćfinały     | Półfinały        | Finał            | Finał   |
| Zawodnik       | Konkurencja          | Przeciwnik Wynik | Przeciwnik Wynik               | Przeciwnik Wynik | Przeciwnik Wynik | Przeciwnik Wynik | Przeciwnik Wynik | Pozycja |
| -------------- | -------------------- | ---------------- | ------------------------------ | ---------------- | ---------------- | ---------------- | ---------------- | ------- |
| Delila Hatu’el | floret indywidualnie |                  | Wiktorija Nikiszina P (9:10)   | Nie awansowała   | Nie awansowała   | Nie awansowała   | Nie awansowała   | 19.     |
| No’am Mills    | szpada indywidualnie |                  | Laura Flessel-Colovic P (8:15) | Nie awansowała   | Nie awansowała   | Nie awansowała   | Nie awansowała   | 22.     |

### Taekwondo
Kobiety
| Zawodnik        | Konkurencja | 1/8                    | Ćwierćfinał      | Półfinał         | Repesaż 1        | Repesaż 2        | Finał            | Finał   |
| Zawodnik        | Konkurencja | Przeciwnik Wynik       | Przeciwnik Wynik | Przeciwnik Wynik | Przeciwnik Wynik | Przeciwnik Wynik | Przeciwnik Wynik | Pozycja |
| --------------- | ----------- | ---------------------- | ---------------- | ---------------- | ---------------- | ---------------- | ---------------- | ------- |
| Bat-El Gatterer | -57 kg      | Martina Zubčić P (3:4) | Nie awansowała   | Nie awansowała   | Nie awansowała   | Nie awansowała   | Nie awansowała   | 11.     |

### Tenis ziemny
Kobiety
| Zawodnik                      | Konkurencja | 1/32                                   | 1/16                                        | 1/8              | Ćwierćfinały     | Półfinały        | Finał            | Finał             |
| Zawodnik                      | Konkurencja | Przeciwnik Wynik                       | Przeciwnik Wynik                            | Przeciwnik Wynik | Przeciwnik Wynik | Przeciwnik Wynik | Przeciwnik Wynik | Pozycja           |
| ----------------------------- | ----------- | -------------------------------------- | ------------------------------------------- | ---------------- | ---------------- | ---------------- | ---------------- | ----------------- |
| Szachar Pe’er                 | singel      | Sorana Cîrstea W 2:1 (6:3, 5:7, 6:0)   | Wiera Zwonariowa P 0:2 (3:6, 6:7)           | Nie awansowała   | Nie awansowała   | Nie awansowała   | Nie awansowała   | Miejsca 17. - 32. |
| Cippora Obziler               | singel      | Marija Korytcewa P 1:2 (7:5, 5:7, 4:6) | Nie awansowała                              | Nie awansowała   | Nie awansowała   | Nie awansowała   | Nie awansowała   | Miejsca 33. - 64. |
| Cippora Obziler Szachar Pe’er | debel       |                                        | Gisela Dulko Betina Jozami P 0:2 (3:6, 2:6) | Nie awansowały   | Nie awansowały   | Nie awansowały   | Nie awansowały   | Miejsca 17. - 32. |

Mężczyźni
| Zawodnik                | Konkurencja | 1/32             | 1/16                                           | 1/8              | Ćwierćfinały     | Półfinały        | Finał            | Finał             |
| Zawodnik                | Konkurencja | Przeciwnik Wynik | Przeciwnik Wynik                               | Przeciwnik Wynik | Przeciwnik Wynik | Przeciwnik Wynik | Przeciwnik Wynik | Pozycja           |
| ----------------------- | ----------- | ---------------- | ---------------------------------------------- | ---------------- | ---------------- | ---------------- | ---------------- | ----------------- |
| Jonatan Erlich Andy Ram | debel       |                  | Arnaud Clément Michaël Llodra P 0:2 (4:6, 4:6) | Nie awansowali   | Nie awansowali   | Nie awansowali   | Nie awansowali   | Miejsca 17. - 32. |

### Żeglarstwo
Kobiety
| Zawodnik                    | Konkurencja  | Wyścig | Wyścig | Wyścig | Wyścig | Wyścig | Wyścig | Wyścig | Wyścig | Wyścig | Wyścig | Wyścig | Punkty | Finałowa pozycja |
| Zawodnik                    | Konkurencja  | 1      | 2      | 3      | 4      | 5      | 6      | 7      | 8      | 9      | 10     | M*     | Punkty | Finałowa pozycja |
| --------------------------- | ------------ | ------ | ------ | ------ | ------ | ------ | ------ | ------ | ------ | ------ | ------ | ------ | ------ | ---------------- |
| Maayan Dawidowicz           | RS:X         | 13     | 9      | 20     | 9      | 13     | 14     | 16     | 4      | 9      | 10     | 14     | 111    | 10.              |
| Nufar Edelman               | Laser Radial | 25     | 12     | 3      | 15     | 25     | 11     | 9      | 9      | 17     |        | –      | 111    | 16.              |
| Nike Kornecki Vered Buskila | 470          | 8      | 13     | 1      | 2      | 8      | 19     | 3      | 1      | 11     | 15     | 6      | 66     | 66.              |

Mężczyźni
| Zawodnik              | Konkurencja | Wyścig | Wyścig | Wyścig | Wyścig | Wyścig | Wyścig | Wyścig | Wyścig | Wyścig | Wyścig | Wyścig | Punkty | Finałowa pozycja |
| Zawodnik              | Konkurencja | 1      | 2      | 3      | 4      | 5      | 6      | 7      | 8      | 9      | 10     | M*     | Punkty | Finałowa pozycja |
| --------------------- | ----------- | ------ | ------ | ------ | ------ | ------ | ------ | ------ | ------ | ------ | ------ | ------ | ------ | ---------------- |
| Szachar Zubari        | RS:X        | 1      | 3      | 1      | 3      | 17     | 6      | 19     | 18     | 1      | 4      | 4      | 77     | brąz             |
| Gideon Kliger Udi Gal | 470         | 13     | 16     | 13     | 14     | 30     | 11     | 15     | 2      | 12     | 12     | –      | 108    | 14.              |

M = Wyścig medalowy